# 里奇伍茲 (伊利諾伊州)
里奇伍茲（英語：Richwoods）是位於美國伊利諾伊州克勞福德縣的一個非建制地區。該地的面積和人口皆未知。

## 地理
里奇伍茲的座標為38°57′29″N 87°33′15″W / 38.95806°N 87.55417°W，而該地的平均海拔高度為140米（即459英尺）。